# Brooklyn Decker
Brooklyn Danielle Decker Roddick (født 12. april 1987) er en amerikansk skuespiller og model.

## Filmografi

### Film
| År   | Titel                                | Rolle                | Noter       |
| ---- | ------------------------------------ | -------------------- | ----------- |
| 2006 | The Devil Wears Prada                | Paris Model          | Ukrediteret |
| 2011 | Just Go with It                      | Palmer Dodge         |             |
| 2012 | Battleship                           | Samantha "Sam" Shane |             |
| 2012 | What to Expect When You're Expecting | Skyler Cooper        |             |
| 2014 | Stretch                              | Candace              |             |
| 2015 | Results                              | Erin                 |             |
| 2016 | Lovesong                             | Lily                 |             |
| 2016 | Casual Encounters                    | Laura Leonard        |             |
| 2017 | Band Aid                             | Candice              |             |
| 2018 | Support the Girls                    | Kara                 |             |

### Fjernsyn
| År           | Titel                     | Rolle                | Noter                                                                 |
| ------------ | ------------------------- | -------------------- | --------------------------------------------------------------------- |
| 2007         | Lipshitz Saves the World  | Rebecca Fellini      | Usolgt pilotepisode                                                   |
| 2009         | Chuck                     | Job applicant        | Episode: "Chuck Versus the Beefcake"                                  |
| 2009         | Royal Pains               | Rachel Ryder         | Episode: "The Honeymoon's Over"                                       |
| 2009         | Ugly Betty                | Lexie                | Episode: "The Wiener, the Bun and the Boob"                           |
| 2012         | The League                | Gina Gibiatti        | Episoderne: "Our Dinner with Andre", "12.12.12", "The Curse of Shiva" |
| 2013         | New Girl                  | Holly                | Episode: "Cooler"                                                     |
| 2014         | Friends with Better Lives | Jules Talley         | Hovedrolle (13 episoder)                                              |
| 2015–present | Grace and Frankie         | Mallory Hanson       | Regelmæssig medvirken                                                 |
| 2019         | "Celebrity Family Feud"   | Sig selv med familie | Sæson 5 / Episode 5                                                   |
| 2019         | "Match Game"              | Sig selv             | Sæson 4                                                               |